# 阔克铁热克柯尔克孜族乡
阔克铁热克柯尔克孜族乡是中华人民共和国新疆维吾尔自治区伊犁哈萨克自治州特克斯县下辖的一个民族乡。

## 行政区划
阔克铁热克柯尔克孜族乡下辖以下村级行政区划单位：
玛热勒塔斯村、科克铁热克村、霍斯托别村、莫因台牧业村、查干萨依村、萨尔阔布农业村和阿克乔克牧业村。